# Szemu’el Dajan
Szemu’el Dajan (hebr. שמואל דיין, ur. 8 sierpnia 1891, zm. 11 sierpnia 1968) – żydowski i izraelski aktywista syjonistyczny i polityk, poseł do Knesetu I, II i III kadencji.

## Życiorys
Urodził się w mieście Żaszków na Ukrainie. Jako chłopiec przyłączył się do ruchu syjonistycznego i wyemigrował do Palestyny, znajdującej się wówczas pod panowaniem Imperium Osmańskiego w 1908 roku. Zatrudnił się jako pracownik rolny w osiedlach Petach Tikwa, Rechowot, Jawne’el i Kinneret. W 1911 roku rozpoczął swą działalność polityczną, wiążąc się z ruchem centrolewicowym. Był również jednym z pierwszych osadników w Deganji, pionierskim kibucu w Palestynie. W 1921 roku pomagał zakładać moszaw Nahalal. W tym czasie kilkakrotnie jeździł do USA i Polski, jako emisariusz syjonistyczny.
W 1949 roku został wybrany na posła do Knesetu, z ramienia partii Mapai. Objął funkcję zastępcy przewodniczącego parlamentu. Był także wybierany posłem w kolejnych kadencjach parlamentu, aż do 1955 roku.

## Życie prywatne
Był ojcem generała i polityka Moszego oraz dziadkiem polityk Ja’el i reżysera Assiego.